# Ліпа (Пултуський повіт)
Ліпа (пол. Lipa) — село в Польщі, у гміні Пултуськ Пултуського повіту Мазовецького воєводства.
Населення — 143 особи (2011).
У 1975—1998 роках село належало до Цехановського воєводства.

## Демографія
Демографічна структура станом на 31 березня 2011 року:
|          | Загалом | Допрацездатний вік | Працездатний вік | Постпрацездатний вік |
| -------- | ------- | ------------------ | ---------------- | -------------------- |
| Чоловіки | 68      | 22                 | 41               | 5                    |
| Жінки    | 75      | 16                 | 42               | 17                   |
| Разом    | 143     | 38                 | 83               | 22                   |